# Myriostoma coliforme
Myriostoma là một chi trong họ Geastraceae. Đây là một chi đơn loài, gồm một loài duy nhất là Myriostoma coliforme. Loài nấm không ăn được này có phạm vi phân bố toàn cầu, chúng sống ở châu Phi, châu Á, Bắc và Nam Mỹ, châu Âu, mọc ở các khu rừng giàu mùn hoặc rừng thưa. Tuy phân bố rộng nhưng nó khá hiếm gặp, M. coliforme có mặt trong sách đỏ của 12 nước châu Âu, và năm 2004 nó là một trong 33 loài cần được bảo vệ theo hiệp định Bern của Hội đồng châu Âu về Bảo tồn các loài Nấm.

## Phân loại
Loài này được nhắc đến lần đầu trong một văn kiện khoa học bởi Samuel Doody trong lần tái bản thứ hai quyển Synopsis methodica Stirpium Brittanicorum của John Ray (1696). Doody mô tả ngắn gọn về loài nấm này: "fungus pulverulentus coli instar perforatus, cum volva stellata" (thân nấm phủ bụi, như một cái chao đục lỗ, volva (bộ phận vươn ra từ chân nấm) hình sao), và viết rằng ông tìm thấy nó năm 1695 ở Kent.

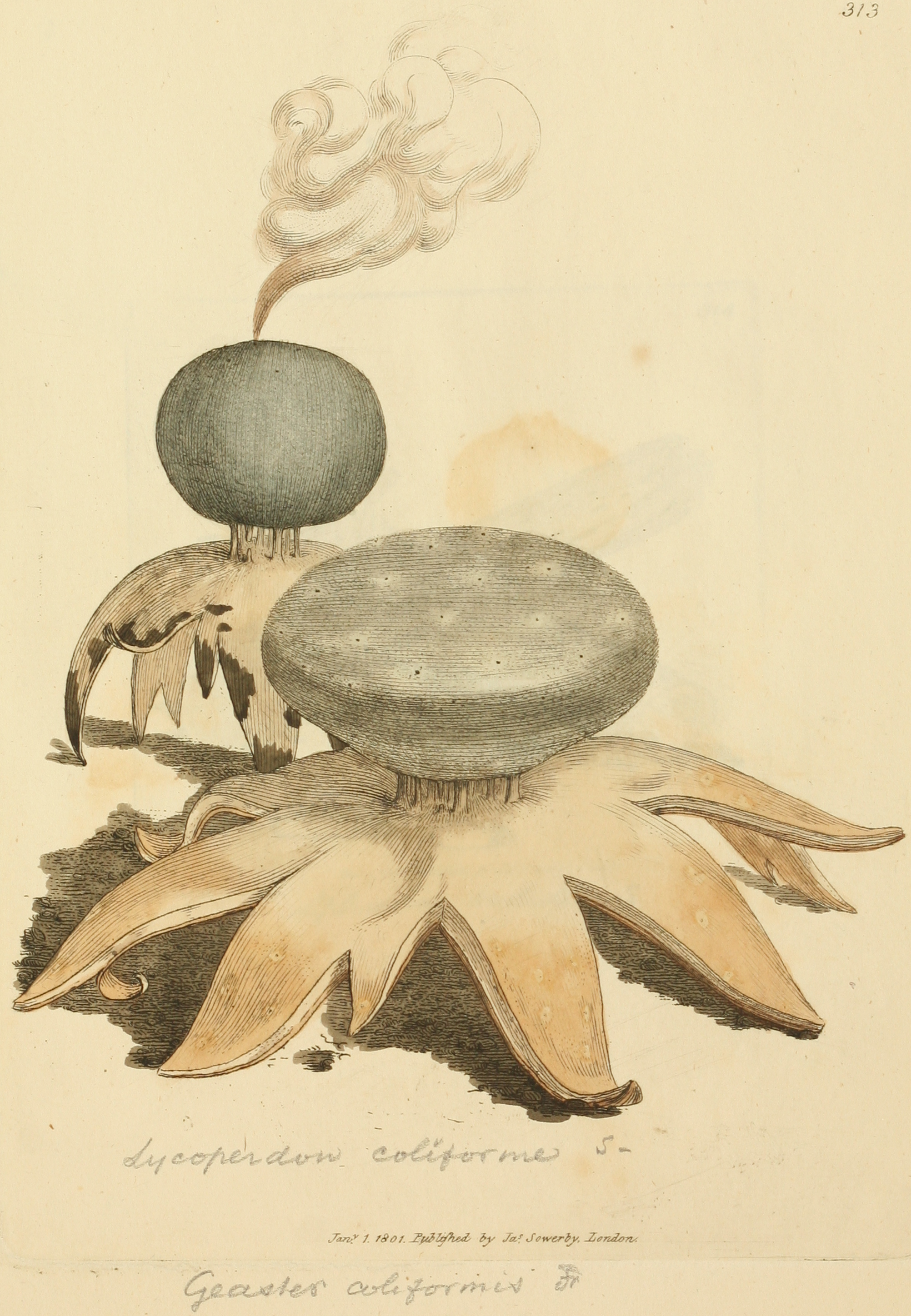
Hình minh họa trong Coloured Figures of English Fungi or Mushrooms (1803) của James Sowerby.

Nó được mô tả khoa học năm bởi James Dickson dưới tên Lycoperdon coliforme (1776). Dickson thấy nó mọc tại vệ đường và hàng rào cây ở Suffolk và Norfolk. Nicaise Auguste Desvaux công bố một chi mới tên Myriostoma (1809), và L. coliforme được tái danh Myriostoma anglicum. Christian Hendrik Persoon trước đó từng đặt loài nấm này trong chi Geastrum (1801), còn Samuel Frederick Gray mô tả chi Polystoma (1821). Tên hiện tại (Myriostoma coliforme) được đặt bởi August Carl Joseph Corda năm 1842.